# Liste der Gemeindeverbände im Département Haute-Corse
Das Département Haute-Corse liegt in der Region Korsika in Frankreich. Es untergliedert sich in zwölf Gemeindeverbände.
Siehe auch: Liste der Gemeinden im Département Haute-Corse

## Gemeindeverbände

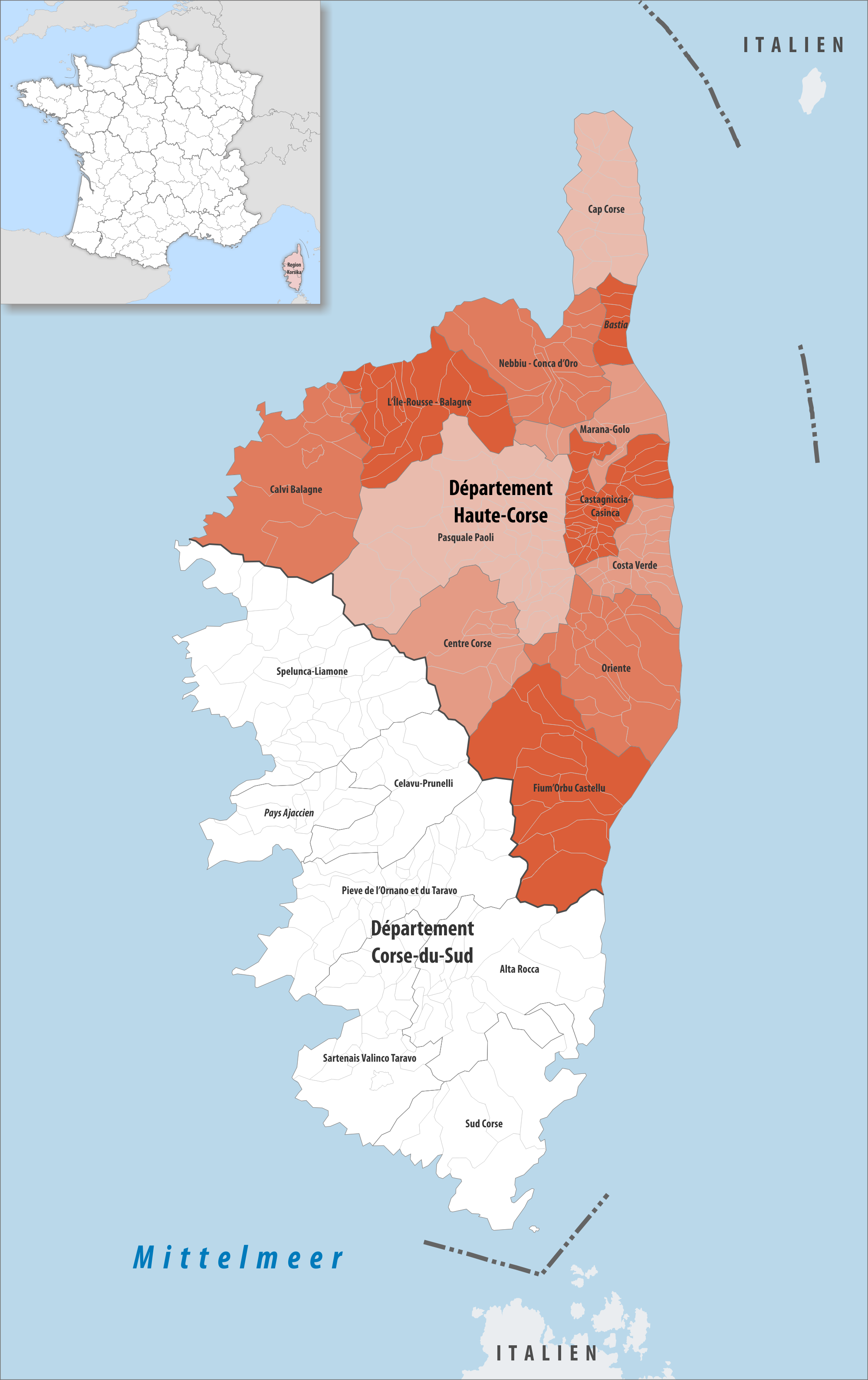
Gemeindeverbände im Département Haute-Corse

| Gemeindeverband      | Gemeinden im Départ./Verband | Einwohner 1. Januar 2022 | Fläche km² | Dichte Einw./km² | SIREN- Nummer | Rechtsform                 | Gründungsdatum    |
| -------------------- | ---------------------------- | ------------------------ | ---------- | ---------------- | ------------- | -------------------------- | ----------------- |
| Bastia               | 5/5                          | 61.920                   | 68,14      | 909              | 242 000 354   | Communauté d’agglomération | 6. Januar 1966    |
| Calvi Balagne        | 14/14                        | 12.638                   | 561,66     | 23               | 242 020 105   | Communauté de communes     | 17. Dezember 2002 |
| Cap Corse            | 18/18                        | 6.607                    | 305,73     | 22               | 200 042 943   | Communauté de communes     | 2. Januar 2014    |
| Castagniccia-Casinca | 42/42                        | 13.304                   | 233,03     | 57               | 200 073 252   | Communauté de communes     | 27. Dezember 2016 |
| Centre Corse         | 10/10                        | 10.014                   | 361,97     | 28               | 242 020 071   | Communauté de communes     | 5. Oktober 2000   |
| Costa Verde          | 23/23                        | 10.939                   | 185,21     | 59               | 200 034 205   | Communauté de communes     | 26. Oktober 2012  |
| Fium’Orbu Castellu   | 13/13                        | 13.280                   | 635,78     | 21               | 200 033 827   | Communauté de communes     | 11. Oktober 2012  |
| L’Île-Rousse Balagne | 22/22                        | 10.982                   | 389,63     | 28               | 200 073 104   | Communauté de communes     | 23. Dezember 2016 |
| Marana-Golo          | 10/10                        | 25.474                   | 166,98     | 153              | 200 036 499   | Communauté de communes     | 31. Dezember 2012 |
| Nebbiu Conca d’Oro   | 15/15                        | 7.783                    | 387,15     | 20               | 200 073 120   | Communauté de communes     | 20. Dezember 2016 |
| Oriente              | 22/22                        | 6.173                    | 465,83     | 13               | 200 015 162   | Communauté de communes     | 16. April 2008    |
| Pasquale Paoli       | 42/42                        | 6.117                    | 904,46     | 7                | 200 073 138   | Communauté de communes     | 20. Dezember 2016 |